# フェリックス・シュトルム
フェリックス・シュトルム（Felix Sturm、1979年1月31日 - ）は、ドイツのプロボクサー。レーヴァークーゼン出身。元WBAスーパー・IBF・WBO世界ミドル級王者。元WBA世界スーパーミドル級スーパー王者。世界2階級制覇王者。
プロモーターとしても活動しており、シュトルム・ボクシングを主催している。

## 来歴

### アマチュア時代
1997年11月、ドイツ選手権にライトミドル級(71kg)で出場し、決勝でユルゲン・ブリーマーに敗れ2位で終えた。
1998年10月、ドイツ選手権にライトミドル級(71kg)で出場し、優勝した。
1999年5月、ドイツ選手権にライトミドル級(71kg)で出場し、2連覇を果たした。
1999年8月、ヒューストンで開催された世界ボクシング選手権にライトミドル級(71kg) で出場し、イェルマハン・イブライモフ（カザフスタン）に敗れ2回戦で敗退した。
2000年5月、タンペレで開催されたヨーロッパアマチュアボクシング選手権にライトミドル級(71kg)で出場し、優勝した。
200年9月、シドニーオリンピックにライトミドル級(71kg) で出場し、3回戦でアメリカ合衆国代表のジャーメイン・テイラーに敗れた。
アマチュア通算戦績は122戦113勝。

### プロ時代
オリンピック後の2001年1月27日に、ウニヴェルズム・ボックス・プロモーションと契約を交わしてフェリックス・シュトルムのリングネームでプロデビューした。
アマチュアで培った技術をベースに、守備を堅めつつジャブを中心とした攻撃でポイントを取るアウトボクシングで勝利を重ねた。
2003年3月8日、IBF世界ミドル級ユース王座を獲得。
2003年7月12日、WBOインターコンチネンタルミドル級王座を獲得した。
2003年9月13日、ベルリンのエストレル・コンベンションセンターでWBO世界ミドル級王者ハビエル・ベラスコ（アルゼンチン）と対戦し、12回2-1（115-113、116-112、113-115）の判定勝ちを収め初挑戦にして世界王座獲得に成功した。なお、当初予定されていた挑戦者が負傷したために代役として初の世界挑戦となった。
2004年6月5日、MGMグランド・ガーデン・アリーナでオスカー・デ・ラ・ホーヤ（アメリカ）と対戦し、プロ初黒星となる12回0-3（113-115×3）の判定負けを喫し2度目の防衛に失敗、王座から陥落した。なお、デラホーヤはこの勝利により史上初の6階級制覇を達成した。
デラホーヤ戦後、2004年9月18日にWBOインターコンチネンタルミドル級王座を獲得し、2005年6月18日、同王座の2度目の防衛戦とWBA世界ミドル級挑戦者決定戦を兼ねた試合でホルヘ・センドラ（スペイン）に12回3-0（118-110×2、119-109）の判定勝ちを収め挑戦権を獲得した。
2006年3月11日にハンブルクのカラー・ライン・アレーナでWBA世界ミドル級レギュラー王者マセリノ・マソー（ニュージーランド）に挑戦し、12回3-0（117-111×2、115-113）の判定勝ちを収め王座を獲得した。
2006年7月15日にハンブルクのカラー・ライン・アレーナでハビエル・カスティリェホ（スペイン）と対戦し10回2分47秒TKO負けを喫し、王座から陥落した。
2006年12月2日に復帰戦としてミドル級10回戦を行い、この試合を6回1分8秒TKOで勝利した。
2007年4月28日にオーバーハウゼンのケーニッヒ・ピルスナー・アレーナでカスティリェホと再戦して12回3-0（116-112×2、115-114） の判定勝ちを収め王座返り咲きに成功した。
2007年6月30日、ノエ・トゥリオ・ゴンザレス・アルコバ（ウルグアイ）と対戦し、1人のジャッジがフルマークを付ける12回3-0（120-108、118-110、116-112）の判定勝ちで初防衛に成功した。
2007年10月20日、ランディ・グリフィン（アメリカ）と対戦し、12回1-1（115-114、114-117、114-114）の判定で引き分けたが2度目の防衛に成功した。
2008年4月5日、ジェイミー・ピットマン（オーストラリア）と対戦し、7回36秒TKO勝ちで3度目の防衛に成功した。
2008年7月5日、ランディ・グリフィンと再戦を行い、12回3-0（116-112、116-113、118-110）の判定勝ちを収め4度目の防衛に成功した。
2008年11月1日、ドイツ・ノルトラインオーバーハウゼンのケーニッヒ・ピルスナー・アレーナでセバスチャン・シルベスター（ドイツ）と対戦し、12回3-0（119-109、118-110×2）の判定勝ちを収め5度目の防衛に成功した。
2009年4月25日、クレーフェルトのケーニッヒ・パラストでWBA世界ミドル級14位の佐藤幸治（日本／帝拳）と対戦し、7回2分46秒TKO勝ちを収め6度目の防衛に成功した。
2009年7月11日、ニュルブルクリンクのニュルブルクリンク・レーストラックでコーレン・ゲボル（アルメニア）と対戦し、12回3-0（117-111、115-113×2）の判定勝ちを収め7度目の防衛に成功した。この後、WBAによりスーパー王座認定を受けた。
2010年9月4日、ケルンのランクセス・アレーナでWBA世界ミドル級7位のジョバンニ・ロレンゾ（ドミニカ共和国）と対戦し、12回3-0（118-111、117-111×2）の判定勝ちを収め8度目の防衛に成功した。
2011年2月19日、シュトゥットガルトのポルシェ・アレーナでトーマス・ハーンズの息子でWBA世界ミドル級12位のロナルド・ハーンズ（アメリカ）と対戦し、7回48秒TKO勝ちを収め9度目の防衛に成功した。
2011年6月25日、ケルンのランクセス・アレーナでWBA世界ミドル級2位のマシュー・マックリン（イギリス）と対戦し、12回2-1（116-112×2、113-115）の判定勝ちで10度目の防衛に成功した。
2011年9月24日の試合を最後に所属していたウニヴェルズム・ボックス・プロモチオンが崩壊。ザウアーランド・イベントにプロモートを全て譲渡する形で吸収合併し、シュトルムは独立してシュトルムボクシングを設立した。
2011年12月2日、マンハイムのSAPアレーナでWBA世界ミドル級3位のマーティン・マレー（イギリス）と対戦し、12回1-1（116-112、114-114、113-115）の判定で引き分けたが11度目の防衛に成功した。
2012年4月13日、ケルンのランクセス・アレーナでWBA世界ミドル級4位で元WBC世界ミドル級王者のセバスチャン・ズビク（ドイツ）と対戦し、ズビクが9回終了時に棄権した為に9回終了TKOで12度目の防衛に成功した。試合後、秋にWBO世界ミドル級王者のディミトリー・ピログとの王座統一戦を希望する意向を表明した。
2012年9月1日、オーバーハウゼンのケーニッヒ・ピルスナー・アレーナでIBF世界ミドル級王者ダニエル・ゲール（オーストラリア）と王座統一戦を行い、12回1-2（116-112、112-116×2）の判定負けを喫し王座統一に失敗、WBA王座は13度目の防衛に失敗し王座から陥落、IBF王座獲得に失敗した。
2013年2月1日、デュッセルドルフのISSドームでIBF世界ミドル級1位のサム・ソリマン（オーストラリア）とIBF世界ミドル級挑戦者決定戦を行い、2回にダウンを奪ったものの12回0-3（111-116、113-114、113-114）の判定負けを喫した。しかしソリマンは試合後のドーピング検査で陽性反応となり、指名挑戦権も剥奪され試合結果がノーコンテストに変更された。
2013年7月6日、ドルトムントのヴェストファーレンハレンでIBF世界ミドル級4位のプレドラッグ・ラドセビッチ（モンテネグロ）とIBF世界ミドル級挑戦者決定戦を行い、3回に1度、4回に2度のダウンを奪い4回2分17秒TKO勝ちを収め挑戦権を獲得した。
2013年12月7日、シュトゥットガルトのポルシェ・アレーナでIBF世界ミドル級王者ダレン・バーカー（イギリス）と対戦し、2回2分9秒TKO勝ちを収め、4度目の王座獲得と共にWBA、WBOに続きIBFでの王座獲得に成功した。
2014年5月31日、クレーフェルトのケーニッヒ・パラストでIBF世界ミドル級1位のサム・ソリマンと指名試合で対戦。1年3か月振りの再戦だったが12回0-3（111-117、110-118×2）の判定負けを喫し初防衛に失敗、王座から陥落した。
2014年11月8日、シュトゥットガルトのポルシェ・アレーナで元WBO世界スーパーミドル級王者ロベルト・ステイグリッツ（ドイツ）と75.5kgのキャッチウェイトながらスーパーミドル級転向初戦となるノンタイトル12回戦で対戦し、12回1-1（115-113、113-115、113-113）の判定で引き分けた。
2015年2月5日、IBF世界ミドル級王者ジャーメイン・テイラーの王座剥奪に伴い、IBFは元WBO世界ミドル級王者でIBF世界ミドル級1位のハッサン・ヌダム・ヌジカムと同3位のシュトルムでIBF世界ミドル級王座決定戦を行うよう要請した。2月9日、これに対してシュトルム側はスーパーミドル級を主戦場にしていることを理由にIBF世界ミドル級王座決定戦の出場を辞退した。
2015年5月9日、フランクフルト・アム・マインのフェストハレでWBA世界スーパーミドル級暫定王者のヒョードル・チュディノフ（ロシア）とWBA世界スーパーミドル級王座決定戦を行い、12回1-2（110-118、112-116、116-112）の判定負けを喫し2階級制覇に失敗した。
2015年12月5日、ハンブルク州ヴィルヘルムスブルクのインセルパークハーレでWBA世界スーパーミドル級王者ヒョードル・チュディノフと再戦する予定だったが、理由不明ながら延期となった。
2016年2月20日、オーバーハウゼンのケーニッヒ・ピルスナー・アリーナで延期となっていたWBA世界スーパーミドル級スーパー王者ヒョードル・チュディノフと再戦し、12回2-0（114-114、115-113×2）の判定勝ちを収め2階級制覇に成功した。しかし、試合中に繰り出したパンチの手数がシュトルムの605発に対して、チュディノフは1022発と圧倒的に上回り、パンチのヒット数でもシュトルムの184発に対して、チュディノフは297発と大きく上回った。このためチュディノフ陣営は判定を不服として、試合結果をノーコンテストとすること及びシュトルムとの再々戦を義務付けるよう、WBAに提訴した。
試合後の同月22日、チュディノフは試合でグラント製のグローブを着用したが、試合中にグローブのマークが剥がれ落ち、グローブ自体の色も1試合使用しただけではありえない色の落ち方をした事、及び、グローブは握りにくく強いパンチが打てなかったと主張。計量後に選んだグローブを試合までの間に不正が施されたグローブにすり替えられたのではないかと疑惑を持ったことから、グローブを調査中であることを、チュディノフ陣営が公表した。
2016年4月16日、上述のチュディノフ戦後の薬物検査でシュトルムから違反薬物のスタノゾロールの陽性反応が検出される。シュトルムは薬物使用疑惑を否定し、ドイツボクシング協会のトーマス・ペウツ会長も「薬物使用が明らかになるまでは彼は潔白だ。必死になって否定しているとも思っていない。」と語ったが、薬物使用が明らかになればチュディノフ戦の勝利が取り消され、シュトルムは長期の出場停止処分になるかもしれないとされた。
2016年10月5日、WBA世界スーパーミドル級スーパー王座を返上した。11月1日にWBAはシュトルムをWBA世界スーパーミドル級ランキングから除外した。11月11日、予備検体（Bサンプル）でも違反薬物のスタノゾロールの陽性反応が検出されドーピング違反が確定したが、チュディノフ戦の勝利取り消しや出場停止処分にはならなかった。シュトルムはドイツからボスニア・ヘルツェゴビナへ引っ越すが、これはドーピング薬物使用についてドイツ当局からの刑事告発を逃れるためと報じられた。
2019年4月、ドイツに戻ったところドイツ当局により脱税容疑で逮捕された。
2020年5月1日、シュトルムは2008年から2015年の7年間で約580万ユーロ（約6億9600万円）を脱税したとして懲役3年の実刑判決が下された。
2020年11月、司法取引が成立し、刑務所から出所した。
2020年12月19日、約4年10か月ぶりに試合を行い、ティモ・ロストに10回3-0（100-90×2、99-91）の判定勝ちを収めた。
2022年3月26日、IBOインターコンチネンタルスーパーミドル級王者のイストヴァン・スチルに12回0-2（114-114、113-115、111-116）判定負けを喫した。
2025年2月15日、バイエルン州ノイウルムのラティオファーム・アレーナでベンジャミン・ブリンダートとWBAゴールドライトヘビー級王座決定戦を行い、3回KO勝ちを収め王座獲得に成功した。

## 獲得タイトル
- IBF世界ミドル級ユース王座
- WBOインターコンチネンタルミドル級王座
- WBO世界ミドル級王座（防衛1）
- WBA世界ミドル級レギュラー王座（防衛0）
- WBA世界ミドル級（防衛7→スーパー王座認定）
- WBA世界ミドル級スーパー王座（防衛5）
- IBF世界ミドル級王座（防衛0）
- WBA世界スーパーミドル級スーパー王座（防衛0=返上）
- WBAライトヘビー級ゴールド王座